# زرتشت بهرام پژدو

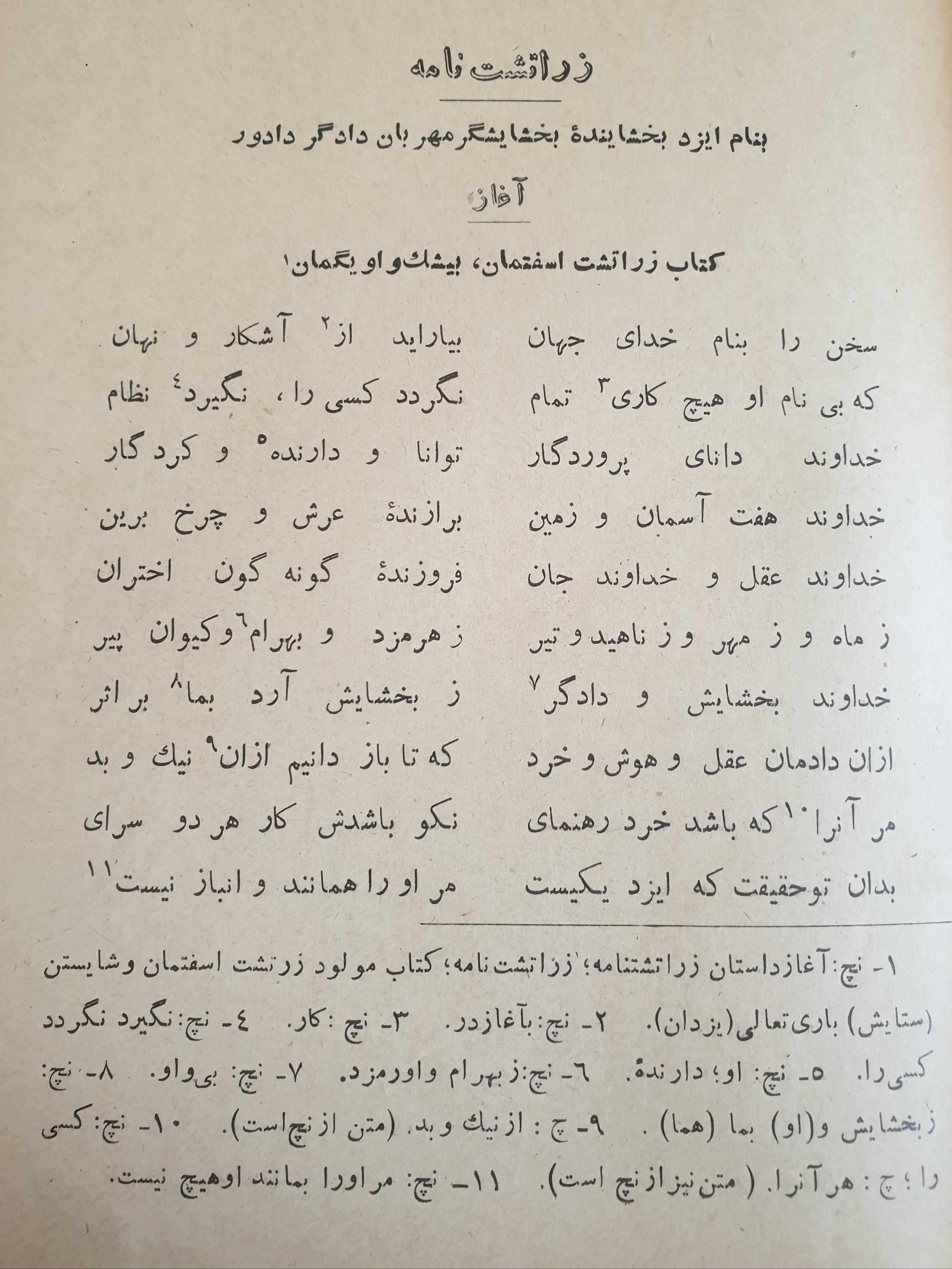
برگ نخست آغاز منظومه زراتشت‌نامه. تهران: اردیبهشت ۱۳۳۸ خورشیدی.

زَرتُشت بهرامِ پَژدو از شاعران ایرانی است که در سده هفتم و در دوران حکومت ایلخانیان زندگی می‌کرده‌ است. پدرش بهرام پژدو از اهالی کرمان بود. او پیرو آیین زرتشت بود و آثاری با موضوعات زردشتی نوشته است.

## پیشینه
زرتشت پسر بهرام پسر پژدو است که در سده هفتم هجری می‌زیسته است و خاندان وی از مردم روستای بیژن‌آباد خواف خراسان اما مقیم ری بوده‌اند، همچنان‌ که کیخسرو بن دارا که زرتشت بهرام او را (باب) خود می‌خواند و ظاهراً سمت استادی و ارشادی او را داشته از افراد خاندانی از خاندان‌های مهم ری بوده‌ است و نیز کیکاوس بن کیخسرو که موضوع زراتشت‌نامه را به زرتشت پسر بهرام القاء کرده است از همین شهر بوده‌ است. بهرام پژدو (پدر زرتشت) نیز شاعر و پزشک و ادیب و اخترشناس و هیربد و دری‌دان و پهلوی‌خوان بوده‌ است و آثاری از وی بر جای مانده است.
زرتشت، در کرمان دین‌دبیری و علوم شرعی زرتشتی و ستاره شناسی و حساب را فراگرفت و به شاعری پرداخت. زرتشت کتاب ارداویراف‌نامه را از پهلوی به فارسی منظوم برگرداند و پس از آن مجموعه‌ای از اشعار پدرش را در کتابی به نام بهاریات گرد آورد. دیگر منظومه‌ای که زرتشت بهرام پژدو سروده است، مثنوی چنگرنگهاچه است که در آن سراینده مباحثهٔ زرتشت با چنگرنگهاچه هندو و پیروزی زرتشت را روایت می‌کند.
ری میانه‌های سدهٔ هشتم میلادی یک شهر بی‌اهمیت ولایتی بیش نبود و بزرگی پیشین را از دست داده بود. از آغاز این سده ری صحنهٔ اغتشاشات و اختلافات مذهبی گشته بود و دچار کلیهٔ مصائبی بود که تعصب پیروان فرق و مذاهب مختلف به‌بار می‌آورد. در کوی و برزن آن حنفیان، شافعیان و شیعیان درگیر بودند، تا در سال ۱۲۲۰ میلادی در عهد سلطنت غازان خان یغماگران فاتح مغول این شهر را ویران کردند. در میان این درگیری‌ها جماعت زردشتی به‌ سختی روزگار می‌گذراندند و در حفظ بقایای روایات و سنت‌های دینی خود می‌کوشیدند. آنچه که زرتشت بهرام از اغتشاشات سیاسی شهر خود مشاهده کرده در بعضی ابیات او به‌خوبی بازتاب یافته است.

## زراتشت‌نامه
اما آثار زرتشت بهرام یکی زراتشت‌نامه است و موضوع آن معجزات پیش از زادن و زمان خردسالی زرتشت پیغمبر و داستان‌هایی از زندگانی وی و رسیدنش به‌درگاه کی‌گشتاسب و برتری و غلبه یافتن بر حکمای دربار این پادشاه کیانی و هزارهٔ او و قیام هوشیدر و روی کار آمدن بهرام ورجاوند و پایان هزارهٔ او است.
نظم این منظومه را که دارای ۱۹۷۰ بیت است (ظاهراً پنج بیت آخر آن از ناسخ باشد) در روز آذر (روز نهم) از ماه آبان سال ۶۴۷ یزدگردی برابر ۶۷۷ هجری و ۱۲۷۸ میلادی آغاز کرده و دوروزه به پایان برده است.
زراتشت‌نامه برگرفته از روایات قدیم و سنت کهن و به احتمال قریب به یقین از کتاب‌های پهلوی زادسپرم و کتاب‌های پنجم و هفتم دینکرد و احتمالاً برخی آثار دیگر برگرفته و بازگو شده است، که کیکاوس پسر کیخسرو از مردم ری آن را به ناظم القاء کرده است.

زراتشت‌نامه را چنان‌که خود شاعر می‌گوید بنا بر خواهش موبد موبدان وقت، کاووس پور کیخسرو پور داراب به نظم درآورده و در دو روز به پایان رسانده‌است:
| چل و هفت با ششصد از یزدگرد  |  | همان ماه آبان که گیتی فسرد |
| من این روز آذر گرفتم بدست   |  | بآبان چو بر جشن بودیم مست  |
| شب خود نوشتم من این را بکام |  | بدو روز کردم مر او را تمام |

## آثار دیگر
اثر دیگر زرتشت بهرام در مورد ارداویراف‌نامه و موضوع آن سیر اردای ویراف در بهشت و برزخ و دوزخ است و خبر دادن وی جهانیان را از تنعم نیکوکاران و عذاب گنهکاران در جهان دیگر. در دنبالهٔ این منظومه داستان چنگر نگهاجه حکیم هندی و آمدن وی به دربار کی‌گشتاسب و مناظره کردن در خصوص دین زرتشتی و مجاب شدن او نقل شده است.
از دیگر تصانیف زرتشت بهرام پژدو داستان شاهزادهٔ ایران‌زمین با عمر بن خطاب است دارای ۶۷۳ (۵۸۸ یا ۵۰ بیت) و هم خمسه اوست که شمارهٔ ابیات آن ۹۲۹ می‌باشد.